# Leverano rosso riserva
Il Leverano rosso riserva è un vino DOC la cui produzione è consentita nella provincia di Lecce.

## Caratteristiche organolettiche
- colore: dal rosso rubino al granato, tendente ad assumere con l'invecchiamento, riflessi aranciati.
- odore: vinoso, gradevole, con profumo caratteristico.
- sapore: asciutto, armonico, con delicato fondo amarognolo.

## Produzione
Provincia, stagione, volume in ettolitri
- nessun dato disponibile